# IEEE 802.11d-2001
IEEE 802.11d-2001 представляет собой поправку к спецификации IEEE 802.11, вводя поддержку «дополнительных регулирующих доменов». Она включает в себя добавление элемента информации о стране к сигнальным кадрам, пробным запросам и откликам. Эта информация упрощает создание беспроводных точек доступа и клиентских устройств (определённых в спецификации IEEE 802.11), которые отвечают правилам, законодательно установленным в различных странах мира. Эта поправка была включена в опубликованный стандарт IEEE 802.11-2007.
В разных странах к использованию разрешены разные диапазоны частот Wi-Fi. Стандарт IEEE 802.11d позволяет регулировать полосы частот в устройствах разных производителей с помощью специальных опций, введённых в протоколы управления доступом к среде передачи.
802.11 представляет собой набор стандартов IEEE, которые регулируют методы передачи беспроводных сетей. Они широко используются сегодня в версиях 802.11a, 802.11b, 802.11g, 802.11n и 802.11ac для обеспечения беспроводной связи в домах, офисах и некоторых коммерческих учреждениях.
802.11d является беспроводной спецификацией для работы в дополнительных нормативных доменах. Это дополнение к 802.11 определяет требования физического уровня:
- Каналообразующие
- Псевдослучайная перестройка рабочей частоты
- Новые значения для текущих атрибутов Management Information Base
- Будущие требования для работы беспроводных сетей 802.11 в новых нормативных доменах (странах).

Текущий стандарт 802.11 определяет работу лишь нескольких нормативных доменов (стран). Это дополнение добавляет требования и определения, необходимые, чтобы позволить оборудованию локальной сети со стандартом 802.11 существовать на рынках, не охваченных действующим стандартом. Также позволяет включить функцию и опции 802.11d, если вы работаете в одном из этих «дополнительных нормативных доменов». Это касается Северной и Южной Америки, Европы, а также Японии, Китая, Израиля, Сингапура, Тайваня.
По состоянию на 1 января 2015 года, Федеральная комиссия связи США запретила использование 802.11d в США.